# Limusaurus
Limusaurus é um género de dinossauro cujos restos fósseis, de cerca de 159 milhões de anos, foram encontrados na bacia da Jungária, no noroeste da China. A espécie-tipo é denominada Limusaurus inextricabilis. Em 2016, foi classificado por Rauhut e colegas como um membro do clado Noasauridae.